# Elisa Sanches
Elisângela da Costa Silva, conhecida artisticamente como Elisa Sanches (Rio de Janeiro, 21 de agosto de 1981), é uma modelo, apresentadora, ex-atriz pornográfica e garota de programa brasileira. Elisa é a "pornstar" brasileira mais procurada na maioria dos sites adultos nacionais e internacionais, sendo  a atriz com maior número de prêmios no "Oscar do Pornô Nacional". Em 2020, foi a 2ª atriz mais vista do site Sexy Hot. Em 2021, ela estava na 122ª posição no ranking internacional e era vice-líder no ranking nacional do site XVideos.

## Carreira
Morou por muitos anos em Rocha Miranda, na zona norte do Rio. Sem apoio familiar, ela sofreu abusos por parte do padrasto. Mesmo com as dificuldades, a atriz se formou no segundo grau, mas interrompeu a faculdade de computação porque engravidou aos 22 anos. Elisa já trabalhou como vendedora de sapatos e de livros.
Sua entrada no ramo adulto ocorreu apenas em 2015, após o término de um namoro. Foi para uma vaga de massoterapeuta, que na verdade era de acompanhante.
Já afirmou ter tido relações sexuais com MC Kevin.
Em 2021, participou vestida de noiva em um videoclipe do funkeiro MC Ryan SP. No mesmo ano, Jojo Todynho diz que teve aulas de sexo com a atriz. Também nesse ano, torna-se a apresentadora do reality show erótico "A Casa das Brasileirinhas".
Em 2022, candidatou-se a deputada federal pelo Rio de Janeiro pelo partido Patriota. Recebeu 4 997 votos, não sendo eleita.

### Prêmios
É uma das maiores vencedoras do Prêmio Sexy Hot, com 7 prêmios:
| Ano  | Prêmio                                            | Resultado | Filme                      |
| ---- | ------------------------------------------------- | --------- | -------------------------- |
| 2017 | Prêmio Sexy Hot - Revelação do Ano Hétero         | Venceu    | "Abundância"               |
| 2017 | Prêmio Sexy Hot - Melhor Cena de Sexo Anal        | Venceu    | "Sexy Blonde"              |
| 2017 | Prêmio Sexy Hot - Melhor Filme Hétero             | Venceu    | "Loucuras de Casal"        |
| 2018 | Prêmio Sexy Hot - Melhor Cena de Sexo Anal        | Indicada  | "Pousada para gostosas"    |
| 2018 | Prêmio Sexy Hot - Melhor Cena de Dupla Penetração | Venceu    | "Um furacão chamado Elisa" |
| 2018 | Prêmio Sexy Hot - Melhor Atriz Hétero             | Venceu    | "Negão do Zap"             |
| 2018 | Prêmio Sexy Hot - Melhor Cena Homo Feminina       | Indicada  | "As revelações de Sandy"   |
| 2019 | Prêmio Sexy Hot - Melhor Cena de Sexo Oral        | Indicada  | "Triângulo sexual"         |
| 2019 | Prêmio Sexy Hot - Melhor Cena de Ménage           | Indicada  | "Triângulo sexual"         |
| 2019 | Prêmio Sexy Hot - Melhor Cena de Orgia/Gang Bang  | Venceu    | "Resenha do Brad"          |
| 2019 | Prêmio Sexy Hot - Melhor Cena de Sexo Anal        | Venceu    | "Elisa, campeã anal"       |

### Polêmicas
Em 2021, afirmou já ter feito programa com o funkeiro MC Kevin. No mesmo ano, foi gravada dançando com traficantes no chamado “Baile do Egito”, localizado no Complexo do Chapadão, área dominada pelo Comando Vermelho.
Em janeiro de 2022, foi anunciada como um dos prêmios de uma rifa ilegal.